# Lista de municípios da região Norte do Brasil por IDH
Esta é uma lista de municípios da Região Norte do Brasil classificados por seu IDH. A Região Norte é a maior das cinco regiões do Brasil definidas pelo Instituto Brasileiro de Geografia e Estatística (IBGE) em 2010.
O Índice de Desenvolvimento Humano (IDH) é uma medida comparativa usada para classificar os países pelo seu grau de "desenvolvimento humano" e para ajudar a classificar os países como desenvolvidos (desenvolvimento humano muito alto), em desenvolvimento (desenvolvimento humano médio e alto) e subdesenvolvidos (desenvolvimento humano baixo). A estatística é composta a partir de dados de expectativa de vida ao nascer, educação e PIB (PPC) per capita (como um indicador do padrão de vida) recolhidos a nível nacional.

## 50 maiores IDHs

Mapa de estados do Brasil segundo o IDH.

| IDH dos municípios da Região Norte do Brasil | IDH dos municípios da Região Norte do Brasil | IDH dos municípios da Região Norte do Brasil | IDH dos municípios da Região Norte do Brasil | IDH dos municípios da Região Norte do Brasil |
| -------------------------------------------- | -------------------------------------------- | -------------------------------------------- | -------------------------------------------- | -------------------------------------------- |
| Posição                                      | Cidade                                       | Estado                                       | Dados de 2010                                | Ref                                          |
| 1                                            | Palmas                                       | Tocantins (capital)                          | 0,788                                        |                                              |
| 2                                            | Paraíso do Tocantins                         | Tocantins                                    | 0,764                                        |                                              |
| 3                                            | Gurupi                                       | Tocantins                                    | 0,759                                        |                                              |
| 4                                            | Boa Vista                                    | Roraima (capital)                            | 0,752                                        |                                              |
| 5                                            | Araguaína                                    | Tocantins                                    | 0,752                                        |                                              |
| 6                                            | Belém                                        | Pará (capital)                               | 0,746                                        | [ 2 ]                                        |
| 7                                            | Guaraí                                       | Tocantins                                    | 0,741                                        |                                              |
| 8                                            | Porto Nacional                               | Tocantins                                    | 0,740                                        |                                              |
| 9                                            | Manaus                                       | Amazonas (capital)                           | 0,737                                        |                                              |
| 10                                           | Porto Velho                                  | Rondônia                                     | 0,736                                        |                                              |
| 11                                           | Macapá                                       | Amapá (capital)                              | 0,733                                        |                                              |
| 12                                           | Pedro Afonso                                 | Tocantins                                    | 0,732                                        |                                              |
| 13                                           | Vilhena                                      | Rondônia                                     | 0,731                                        |                                              |
| 14                                           | Rio Branco                                   | Acre (capital)                               | 0,722                                        |                                              |
| 15                                           | Cacoal                                       | Rondônia                                     | 0,718                                        |                                              |
|                                              | Ananindeua                                   | Pará                                         | 0,718                                        |                                              |
| 17                                           | Parauapebas                                  | Pará                                         | 0,715                                        |                                              |
| 18                                           | Ji Paraná                                    | Rondônia                                     | 0,714                                        |                                              |
| 19                                           | Pimenta Bueno                                | Rondônia                                     | 0,710                                        |                                              |
| 20                                           | Serra do Navio                               | Amapá                                        | 0,709                                        |                                              |
| 21                                           | Alvorada                                     | Tocantins                                    | 0,708                                        |                                              |
| 22                                           | Ariquemes                                    | Rondônia                                     | 0,702                                        |                                              |
| 23                                           | Colinas do Tocantins                         | Tocantins                                    | 0,701                                        |                                              |
|                                              | Dianópolis                                   | Tocantins                                    | 0,701                                        |                                              |
| 25                                           | Rolim de Moura                               | Rondônia                                     | 0,700                                        |                                              |
| 26                                           | Novo Alegre                                  | Tocantins                                    | 0,699                                        |                                              |
| 27                                           | Fátima                                       | Tocantins                                    | 0,697                                        |                                              |
|                                              | Combinado                                    | Tocantins                                    | 0,697                                        |                                              |
| 29                                           | Cerejeiras                                   | Rondônia                                     | 0,692                                        |                                              |
|                                              | Santana                                      | Amapá                                        | 0,692                                        |                                              |
| 31                                           | Santarém                                     | Pará                                         | 0,691                                        |                                              |
| 32                                           | Figueirópolis                                | Tocantins                                    | 0,689                                        |                                              |
|                                              | Jaru                                         | Rondônia                                     | 0,689                                        |                                              |
| 34                                           | Brejinho de Nazaré                           | Tocantins                                    | 0,686                                        |                                              |
| 35                                           | Colorado do Oeste                            | Rondônia                                     | 0,685                                        |                                              |
| 36                                           | Miracema do Tocantins                        | Tocantins                                    | 0,684                                        |                                              |
|                                              | Brasilândia do Tocantins                     | Tocantins                                    | 0,684                                        |                                              |
| 38                                           | Divinópolis do Tocantins                     | Tocantins                                    | 0,683                                        |                                              |
| 39                                           | Ouro Preto do Oeste                          | Rondônia                                     | 0,682                                        |                                              |
| 40                                           | Tocantinópolis                               | Tocantins                                    | 0,681                                        |                                              |
| 41                                           | Arapoema                                     | Tocantins                                    | 0,680                                        |                                              |
| 42                                           | Dueré                                        | Tocantins                                    | 0,679                                        |                                              |
| 43                                           | Aurora do Tocantins                          | Tocantins                                    | 0,677                                        |                                              |
| 44                                           | Marituba                                     | Pará                                         | 0,676                                        |                                              |
| 45                                           | Araguaçu                                     | Tocantins                                    | 0,675                                        |                                              |
|                                              | Lajeado                                      | Tocantins                                    | 0,675                                        |                                              |
|                                              | Oliveira de Fátima                           | Tocantins                                    | 0,675                                        |                                              |
|                                              | Silvanópolis                                 | Tocantins                                    | 0,675                                        |                                              |
| 49                                           | Peixe                                        | Tocantins                                    | 0,674                                        |                                              |
| 50                                           | Canaã dos Carajás                            | Pará                                         | 0,673                                        |                                              |
|                                              | Novo Progresso                               | Pará                                         | 0,673                                        |                                              |
|                                              | Castanhal                                    | Pará                                         | 0,673                                        |                                              |
|                                              | Cristalândia                                 | Tocantins                                    | 0,673                                        |                                              |
|                                              | Natividade                                   | Tocantins                                    | 0,673                                        |                                              |
|                                              | Palmeirópolis                                | Tocantins                                    | 0,673                                        |                                              |

## Cidades por Estado
| Tocantins | 30 |
| Rondônia  | 11 |
| Pará      | 8  |
| Amapá     | 3  |
| Amazonas  | 1  |
| Acre      | 1  |
| Roraima   | 1  |